# 永野広一
永野 広一（ながの こういち、1966年12月12日 - ）は、日本の男性声優。千葉県佐倉市出身。血液型はB型。

## 経歴
声優になる以前は東京ディズニーランドに勤務をしていたという経歴を持つ。後に声優になるために退職し、千葉から上京。東京アナウンスアカデミーに1年間入所後、81プロデュースに所属。2004年10月に81プロデュースを離れた後はフリーでの活動を行っている。
『炎の闘球児 ドッジ弾平』でデビュー。『ミュータントタートルズ』で初めてレギュラーを獲得した。『爆転シュート ベイブレード』のライは「自分と共感することが多く一緒に成長していきたい大好きな役です」と語っている。

## 後任
フリー転向後、一部の持ち役を降板している。
| 後任     | キャラクター名           | 概要作品                     | 後任の初担当作品                             |
| -------- | ------------------------ | ---------------------------- | -------------------------------------------- |
| 川島得愛 | 光祐一朗                 | 『ロックマンエグゼ』         | 『ロックマンエグゼStream』                   |
| 太田哲治 | スパッド                 | 『ボブとはたらくブーブーズ』 | 『ボブとはたらくブーブーズ NEWプロジェクト』 |
| 坂口候一 | アンジェロ・サバティーニ | 『ボブとはたらくブーブーズ』 | 『ボブとはたらくブーブーズ NEWプロジェクト』 |
| 坂口候一 | カルロ                   | 『ボブとはたらくブーブーズ』 | 『ボブとはたらくブーブーズ NEWプロジェクト』 |
| 田中完   | エリス                   | 『ボブとはたらくブーブーズ』 | 『ボブとはたらくブーブーズ NEWプロジェクト』 |

## 出演
太字はメインキャラクター。

### テレビアニメ
1992年
- 炎の闘球児 ドッジ弾平（生徒）

1995年
- 新世紀エヴァンゲリオン（ゼーレ 他）

1996年
- アリス探偵局（村民、衛兵）
- 機動戦艦ナデシコ（警備員）
- それいけ!アンパンマン（1996年 - 2020年、魔法の木馬、鉄の人）
- 超者ライディーン（ケルベロスB）
- 爆走兄弟レッツ&ゴー!!（1996年 - 1998年、水沢彦佐、ローラン、山さん、テリー 他） - 3シリーズ
- モジャ公（大統領、団子屋 他）

1997年
- エルフを狩るモノたちII（自警団員、村人）
- 学級王ヤマザキ（金子のおっさん、木村、イカリヤ）
- こどものおもちゃ（執事）
- 少女革命ウテナ（司会者、男A）
- BURN-UP EXCESS（本田、細野、リーダー 他）
- 白鯨伝説

1998年
- ああっ女神さまっ 小っちゃいって事は便利だねっ（ネズミ1）
- アキハバラ電脳組（監督、ニュースキャスター、部長）
- アリスSOS（ソバ男、ジンジー、ガイコツ船長）
- 太陽の子エステバン（BS版）（チホルトウン）
- 超速スピナー（1998年 - 1999年、野球部のキャプテン、ハイパーDJ）
- デビルマンレディー（メインキャスター）
- 虹の戦記イリス（ロコ、キャント、ピエロ、ミカの父、部下）
- ポケットモンスター（シェフ）
- 魔術士オーフェン（村人3）

1999年
- KAIKANフレーズ（バンドの男、アナウンサー、TVディレクター）
- 神八剣伝（ラセツ）
- ゾイド -ZOIDS-（1999年 - 2000年、兵士、避難民、パイロット ほか）
- 装甲救助部隊レストル（ガーロン、シェルダイバー・クルー）
- ∀ガンダム（士官A）
- 名探偵コナン（1999年 - 2003年、青葉徹、清掃員、骨董品店店員、飯合拓人）
- ONE PIECE（1999年 - 、ヘルメッポ、マッカス、フォッサ）

2000年
- ゲートキーパーズ（ヒッピーE）
- Sci-Fi HARRY（ファットマン）
- サクラ大戦TV
- だぁ!だぁ!だぁ!（審判、ダイちゃん）
- ベイビーフィリックス（ドッグ、マスター・シリンダー）

2001年
- おとぎストーリー 天使のしっぽ（睦拓郎）
- オフサイド（アナウンサー）
- サイボーグ009 THE CYBORG SOLDIER（レントゲン）
- 砂漠の海賊!キャプテンクッパ（サーキ博士、水商人、おじさん、怪しい声、村人A）
- サラリーマン金太郎（前田一郎）
- ゾイド新世紀スラッシュゼロ（ポルタ）
- 逮捕しちゃうぞ SECOND SEASON（店主）
- ノワール（ロカール、フォスター、ヴィン、アンドレ 他）
- 爆転シュート ベイブレード（2001年 - 2003年、ライ、記者A） - 2シリーズ
- パラッパラッパー（2001年 - 2002年、国王、シェフ、オーイエー父鳥）

2002年
- 犬夜叉（百鬼蝙蝠）
- 天地無用! GXP（バリー、タラント副官）
- ドラゴンドライブ（ショウキ）
- 爆闘宣言ダイガンダー（マキシム）
- PIANO（教師）
- ロックマンエグゼ（2002年 - 2004年、光祐一朗〈初代〉、サヌキマン） - 2シリーズ

2003年
- AVENGER（科学者A）
- 魁!!クロマティ高校（スタンドの店員）
- 獣兵衛忍風帖 龍宝玉篇（武士）
- 天使のしっぽChu!（睦拓郎）
- ななか6/17（担任の先生、男子B、子分B 他）
- ぷちぷり*ユーシィ（衛兵 / 衛兵A）
- 冒険遊記プラスターワールド（デスショベラー）
- まぶらほ（警部）

2004年
- GANTZ（山田雅史）
- 今日からマ王!（師匠）
- コロッケ!（バサシ）
- サムライチャンプルー（役人）
- 天上天下（加藤）
- MADLAX（駐在員）
- 遊☆戯☆王デュエルモンスターズGX（暗黒界の武神 ゴルド、N・フレア・スカラベ、エドの父〈2代目〉）

2005年
- アイシールド21（栗田良寛、室サトシ）
- おねがいマイメロディ（2005年 - 2007年、クロミのパパ、ブタの大工さん〈親方〉、新聞屋の店主） - 3シリーズ
- capeta（熊田茂吉）
- 蟲師（男）

2006年
- 家庭教師ヒットマンREBORN!（2006年 - 2008年、ロマーリオ、根津銅八郎）
- 彩雲国物語（瞑祥）
- 人造昆虫カブトボーグ V×V（2006年 - 2007年、ケンの父、オーナー）
- 妖怪人間ベム（サヤカの父、海堂繁、高山実、森山副市長 他）

2007年
- Saint October（プロデューサー、父親）
- もえたん（司会者、店の人、八百屋のオヤジ 他）

2008年
- RD 潜脳調査室（風俗店店長）
- GUNSLINGER GIRL -IL TEATRINO-（カシュマン）

2011年
- HUNTER×HUNTER（第2作）（2011年 - 2013年、ゴズ、モントール、ロドリオット、サイ型）

2012年
- ONE PIECE エピソードオブルフィ 〜ハンドアイランドの冒険〜（ヘルメッポ）

2017年
- ONE PIECE エピソードオブ東の海 〜ルフィと4人の仲間の大冒険!!〜（ヘルメッポ）

### 劇場アニメ
1997年
- 新世紀エヴァンゲリオン劇場版 シト新生（ネルフ 他）
- 新世紀エヴァンゲリオン劇場版 Air/まごころを、君に（ゼーレの老人 他）
- 爆走兄弟レッツ&ゴー!!WGP 暴走ミニ四駆大追跡!（水沢彦佐）

2000年
- ああっ女神さまっ AH!MY GODDESS（ニュースキャスター）

2002年
- シックス・エンジェルズ（管制官A）
- ONE PIECE 夢のサッカー王!（ヘルメッポ）

2007年
- ヱヴァンゲリヲン新劇場版:序（ネルフ 他）

2009年
- アジール・セッション（署長）

2012年
- ONE PIECE FILM Z（ヘルメッポ）

2019年
- ONE PIECE STAMPEDE（ヘルメッポ）

2022年
- ONE PIECE FILM RED（ヘルメッポ）

### OVA
1993年
- 特捜戦車隊ドミニオン（署内放送、警官）
- ブラック・ジャック（中村）

1994年
- 湘南純愛組!（店長）
- 七都市物語 〜北極海戦線〜

1995年
- 覇王大系リューナイト アデュー・レジェンドII（騎士C）

1996年
- 同級生2（竜二）
- マスターモスキートン（士官A）

1998年
- 銀河英雄伝説外伝 汚名（観光客、警官）
- サイキックフォース（バーテン）
- 真ゲッターロボ 世界最後の日
- 万能文化猫娘 DASH!（島崎）

1999年
- ツインビーPARADISE（現場監督、証券会社の営業マン）
- 菜々子解体診書（熊）

2000年
- With You 〜みつめていたい〜（伊藤正樹）
- 真ゲッターロボ対ネオゲッターロボ（補佐官）

2001年
- エイリアン9（遠峰悠造）
- マジンカイザー（2001年 - 2003年、せわし博士、ムチャ、鉄仮面軍団、猛獣将軍ライガーン） - 2作品
- まんがビデオ 墓場鬼太郎（村長）

2002年
- フロム I"s アイズ 〜もうひとつの夏の物語〜（栞のマネージャー、不良A）

2005年
- フリクリ（選手C）

2006年
- ダンドリくん（ダンドリくん）

2011年
- ブラック・ジャック FINAL（運転手）

2012年
- 伊藤潤二 恐怖マンガCollection 富江（父親）

### Webアニメ
- いくぜっ! 源さん（2008年、主人）

### ゲーム
1998年
- Dance!Dance!Dance!（ブライアン）
- プリンセスクエスト（ナレーション）
- 雪割りの花（川嶋健太）

1999年
- 真・魔装機神 PANZER WARFARE（ドロービ＝ザンツ＝レイモン）

2001年
- アイシア（オパス）

2003年
- 新世紀エヴァンゲリオン2（店員）
- 超時空要塞マクロス（ゼントラーディ兵）
- 鋼の錬金術師 翔べない天使（ネムダ軍兵士）
- ロックマンエグゼ トランスミッション（光祐一朗）

2004年
- エースコンバット5 ジ・アンサング・ウォー（テリー）
- ガングレイヴO.D.（ファンゴラム、リチャード・ウォン）
- シンフォニック=レイン（グラーヴェ・チェザリーニ）
- スーパーロボット大戦GC（ムチャ、グラドス兵）

2005年
- シャドウハーツ・フロム・ザ・ニューワールド（エリオット・ネス）
- 新選組群狼伝（西郷隆盛）
- 風雨来記2（芹沢修平）

2006年
- グローランサーV ジェネレーションズ（セルディス）
- 新世紀エヴァンゲリオン2 造られしセカイ -another cases-（店員）
- スーパーロボット大戦XO（ムチャ、グラドス兵）

2007年
- エルヴァンディアストーリー（トリンガー、ゲーリング）
- 家庭教師ヒットマンREBORN! ドリームハイパーバトル!死ぬ気の炎と黒き記憶（ロマーリオ）
- ドラえもん のび太の新魔界大冒険DS（満月牧師）

2009年
- サンデーVSマガジン 集結!頂上大決戦
- タクトオブマジック

2013年
- スーパーロボット大戦Operation Extend

### ドラマCD
- アイシールド21 Run to Win
- ETERNAL EDITION ドラマ銀河鉄道999
- はじめの一歩（不良学生B）
- GファンタジーコミックCDコレクション ファイアーエムブレム暗黒竜と光の剣（兵士1）
- 創竜伝（医者）

### 吹き替え

#### 映画
- カラー・オブ・ハート
- KILLER TATTOO
- 荒野のマニト
- 3人のエンジェル（ジョン・ジェイコブ・ジングルハイマー・シュミット）
- グッドナイト・ムーン
- クリムゾンタイド（ラッセル・ヴォスラー）
- ジャイアント・ベビー ※日本テレビ版
- 白い嵐（トッド）
- シンドラーのリスト
- Say It Isn't So
- ダイ・ハード3
- 007 ゴールデンアイ（ピエール） ※ソフト版
- ツイステッド
- ミュータント・タートルズ3（ベンケイ）
- トレーニング デイ（ヤク中#2）
- 光る眼
- ファイナルカット
- フリントストーン/モダン石器時代

#### ドラマ
- 新スタートレック ＃49（クルー）
- ONE PIECE（ヘルメッポ〈エイダン・スコット〉[15]）

#### アニメ
- ガジェット警部
- キャッツ&カンパニー（マンゴー）
- バイカーマイス（グリーズ・ピット）
- ボブとはたらくブーブーズ（スパッド〈初代〉、アンジェロ・サバティーニ〈初代〉、カルロ〈初代〉、エリス〈初代〉）※オリジナルシリーズのみ
- ミュータント・タートルズ（バーノン、ナポレオン、ダスク、オフラーティ、ヴィーン） ※テレビ東京版

### 特撮
- 救急戦隊ゴーゴーファイブ（パペトングの声）

### テレビ番組
- のりものスタジオ（しんごう3きょうだい・青）

### シリーズ一覧
1. ↑  第1シリーズ（2002年 - 2003年）、第2シリーズ『AXESS』（2003年 - 2004年）
2. ↑  『マジンカイザー』（2001年 - 2002年）、『死闘！暗黒大将軍』（2003年）